# Tadarida brasiliensis

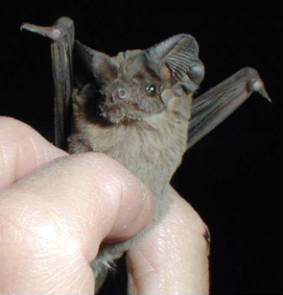

El murciélago de cola libre (Tadarida brasiliensis) es una especie de murciélago de mediano porte. Mide cerca de 9 cm de largo y pesa cerca de 15 g. Posee orejas anchas, las cuales mueve perfectamente para ayudarse a atrapar presas con la ecolocación. La piel varía de pardo oscuro a gris. 
Es uno de los más avistados mamíferos en Norteamérica.  Su proclividad a reunirse en grandes masas en relativamente pocos nidos los hace especialmente vulnerables al disturbio provocado por humanos y destrucción de hábitat.

## Hábitat
Habita en cuevas en el oeste y el sur de EE. UU., México, Centroamérica,  las Indias Occidentales, Chile, Uruguay y la Argentina central.  Sus colonias son de las congregaciones de mamíferos más grandes del mundo.  La más grande se halló en Bracken Cave, al norte de San Antonio, Texas, con cerca de 20 millones  de especímenes; los estudios indican que los murciélagos de esa colonia se congregan en inmensos números en altitudes entre 180 y 1000 metros y a veces alcanzan los 3000 metros. Se cree que esos murciélagos se alimentan de la migración de polillas Helicoverpa armigera, una severa plaga para la agricultura.
Cuando nacen, sus madres los dejan en la cueva mientras salen a cazar insectos. Ella recuerda donde están, reconociendo su "chillido" único y olor. 

## Comportamiento y ecología
La especie es muy importante en el control de poblaciones de insectos peste. Pero esas poblaciones declinan alarmantemente debido a que el tóxico del pesticida envenena y destruye sus cuevas. Un ejemplo de declinación fue documentado sobre más de 25 millones en 1963 a 30 000 seis años más tarde, y la famosa  población del parque nacional de las Cavernas de Carlsbad, estimada en 8,7 millones en 1936, y solo había  218.000 en 1973. Además, pierden sus cuevas y viejos edificios donde puede vivir. Desmedidas exageraciones en historias de los medios, acerca de la rabia ha sido lo que motivó la  destrucción deliberada de grandes colonias. Hallazgos en Chile de diferentes cepas del virus de la Rabia en ejemplares de esta especie demuestran que juegan un rol como reservorios naturales del virus.
Una de las maneras más efectivas en relación con costo para ayudar a este murciélago altamente beneficioso es a través de la protección de nidos clave, educación pública, y provisión de diseños de puentes adaptados para ellos  y otros nidos artificiales.
En Austin, Texas, una colonia veranea (invernan en México) bajo el Puente de la Avenida Congreso,  justo diez cuadras al sur del capitolio. Es la más grande colonia urbana en EE. UU, estimándose 1.500.000 de ejemplares. Cada noche se comen 4,5 a 13,5 t de insectos. Cada año atraen a 100.000 turistas a verlos. En Houston, Texas, hay una colonia viviendo bajo el Puente de la Calle Waugh, sobre Buffalo Bayou. Es la casa de 250.000 murciélagos y también atrae a observadores.
Una de las más grandes de sus colonias habitan, en primavera y verano, "Cueva de la Boca", una caverna cerca de Monterrey, México. En 2006, el organismo federal de conservación ambiental, ONG Pronatura Noreste compró la  propiedad. Debido a la reducción de más del 95% de los originales 20 millones de individuos, a  resultas de vandalismo, polución, y turismo incontrolado, la organización decidió adquirir el predio para su preservación. Y otras especies de alto valor ecológico que conviven en la caverna también se los protege.
Unos 15 mil murciélagos arribarán en noviembre a la ciudad de Rosario (Argentina), como todos los años, dando forma a una ya centenaria colonia en los techos de la Facultad de Derecho, Universidad Nacional de Rosario (UNR), en la manzana frente a la plaza San Martín. Son, y es singular, sólo hembras, que llegan preñadas para parir a sus crías y amamantarlas. Recorren hasta dos mil kilómetros en sus migraciones. No hay certeza sobre el origen de los que llegan a Rosario para estas fechas, de su especie , aunque se estima que lo hacen desde el sur de Brasil, Bolivia, Paraguay y Uruguay. Tampoco se sabe por qué eligieron, desde hace un siglo ese sitio de reunión. Llegan, en tandas, entre octubre y noviembre, y parten en febrero del año siguiente, una vez que concluye la lactancia y las crías ya pueden volar y cazar por sí mismas. Para entonces, suman unos 30 mil, ya hembras y machos, que durante su estadía habrán contribuido a controlar la población de varios tipos de insectos –muchos de ellos considerados plaga para los cultivos– que componen su dieta. La mayoría vuelve a las geografías de donde migraron, pero otros se quedan por estos pagos.